# Gudurica
Gudurica (cyr. Гудурица) – wieś w Serbii, w Wojwodinie, w okręgu południowobanackim, w mieście Vršac. W 2011 roku liczyła 1094 mieszkańców.